# Berberis hayatana
Berberis hayatana là một loài thực vật có hoa trong họ Hoàng mộc. Loài này được Mizush. mô tả khoa học đầu tiên năm 1954.